# Мушата
Мушата або Маргарита (близько 1330 — близько 1394) — молдавська княгиня, дочка Богдана I, дружина воєводи Кості. Її ім'ям названо династію молдавських господарів Мушатів.

## Походження
Польський історик Юліуш Демель припускав, що Мушата могла бути дочкою або близькою родичкою першого самостійного молдавського господаря Богдана I. Її чоловіком був молдавський воєвода Кость, який походив із боярського роду.
Константин Ґане також вважав, що Мушата була дочкою Богдана I, проте стверджував, що вона була дружиною воєводи Штефана, який володів землями навколо Хотина.
Ян Тенговський та Константин Резакевич вважали, що чоловік Мушати був сином Богдана I, проте це припущення було спростоване після того, як 2012 року було опубліковано генетичний аналіз, який довів, що Кость не був родичем Богдана I чи його сина Лацька, але був одружений із їхнім близьким родичем.

## Життєпис
Патронім «Мушат» часто зустрічається у Мунтенії та є епонімом кількох населених пунктів у повітах Арджеш та Горж. В арумунській мові слово mușat/mușata має значення красивий.
У XVII столітті літописець Григорій Уреке в «Літописі Землі Молдавської» помилково пише про походження господаря Петру II не як «сина Мушати» (рум. fiul Mușatei), а як «сина Мушата» (рум. ficiorul lui Mușatu). З цього часу іменем княжни почали називати династію господарів Мушатів.
Мушата прийняла католицизм, імовірно, тоді ж, коли і брат Лацько і тоді ж, можливо, взяла собі ім'я Маргарита.
28 січня 1377 року Папа Римський Григорій XI надав «благородній жінці, Мушаті Серетській, княгині Малої Волощини» (лат. nobili mulieri, Margaretae de Cereth, dominae Valachiae Minoris) статус особливої сповідниці на випадок смерті, називаючи її віру римською.

## Культурна діяльність
- Разом із сином Петру II заснувала церкву Святої Трійці в Сереті — одну з найдавніших збережених пам'яток Молдови.
- У Тиргу-Тротуші заснувала католицьку церкву, про що свідчить звіт священника Іоана Баптиста Беркуце від 1676 року. Будівля не збереглася донині, невідоме також місце, де вона знаходилася[9].

## Сім'я
Із чоловіком, воєводою Костем, мали трьох синів:
- Петру II (? — 1391) — господар Молдавії у 1375—1391 роках;
- Роман I (? — 1394) — господар Молдавії у 1391—1394 роках;
- Йосиф — перший митрополит Молдавії[10].